# Badminton bei den Indischen Nationalspielen 2025
Bei den Indischen Nationalspielen 2025 wurden vom 30. Januar bis zum 4. Februar 2025 in Dehradun im Badminton fünf Einzel- und zwei Teamwettbewerbe ausgetragen.

## Medaillengewinner
| Disziplin    | Gold                                     | Silber                       | Bronze                                         |
| ------------ | ---------------------------------------- | ---------------------------- | ---------------------------------------------- |
| Herreneinzel | Sathish Kumar Karunakaran                | Suryaksh Rawat               | Saneeth Dayanand                               |
| Herreneinzel | Sathish Kumar Karunakaran                | Suryaksh Rawat               | Kaushal Dharmamer                              |
| Dameneinzel  | Anmol Kharb                              | Anupama Upadhyaya            | Tasnim Mir                                     |
| Dameneinzel  | Anmol Kharb                              | Anupama Upadhyaya            | Shreya Lele                                    |
| Herrendoppel | Nithin H. V. Prakash Raj S.              | Vaibhaav Ashith Surya        | Sai Pavan Karri Gouse Shaik                    |
| Herrendoppel | Nithin H. V. Prakash Raj S.              | Vaibhaav Ashith Surya        | Sohail Ahmed Chayanit Joshi                    |
| Damendoppel  | Shikha Gautam Ashwini Bhat               | Aanya Bisht Angel Punera     | Arul Bala Radhakrishnan Varshini Viswanath Sri |
| Damendoppel  | Shikha Gautam Ashwini Bhat               | Aanya Bisht Angel Punera     | Gayatri Rawat Mansa Rawat                      |
| Mixed        | Sathish Kumar Karunakaran Aadya Variyath | Deep Rambhiya Akshaya Warang | Ashith Surya Amrutha Pramuthesh                |
| Mixed        | Sathish Kumar Karunakaran Aadya Variyath | Deep Rambhiya Akshaya Warang | Nitin Kumar Kanika Kanwal                      |
| Herrenteam   | Tamil Nadu                               | Maharashtra                  | Madhya Pradesh                                 |
| Herrenteam   | Tamil Nadu                               | Maharashtra                  | Sports Promotion Board                         |
| Damenteam    | Maharashtra                              | Tamil Nadu                   | Rajasthan                                      |
| Damenteam    | Maharashtra                              | Tamil Nadu                   | Uttar Pradesh                                  |